# Melanchthonkirche (Rohrbach)

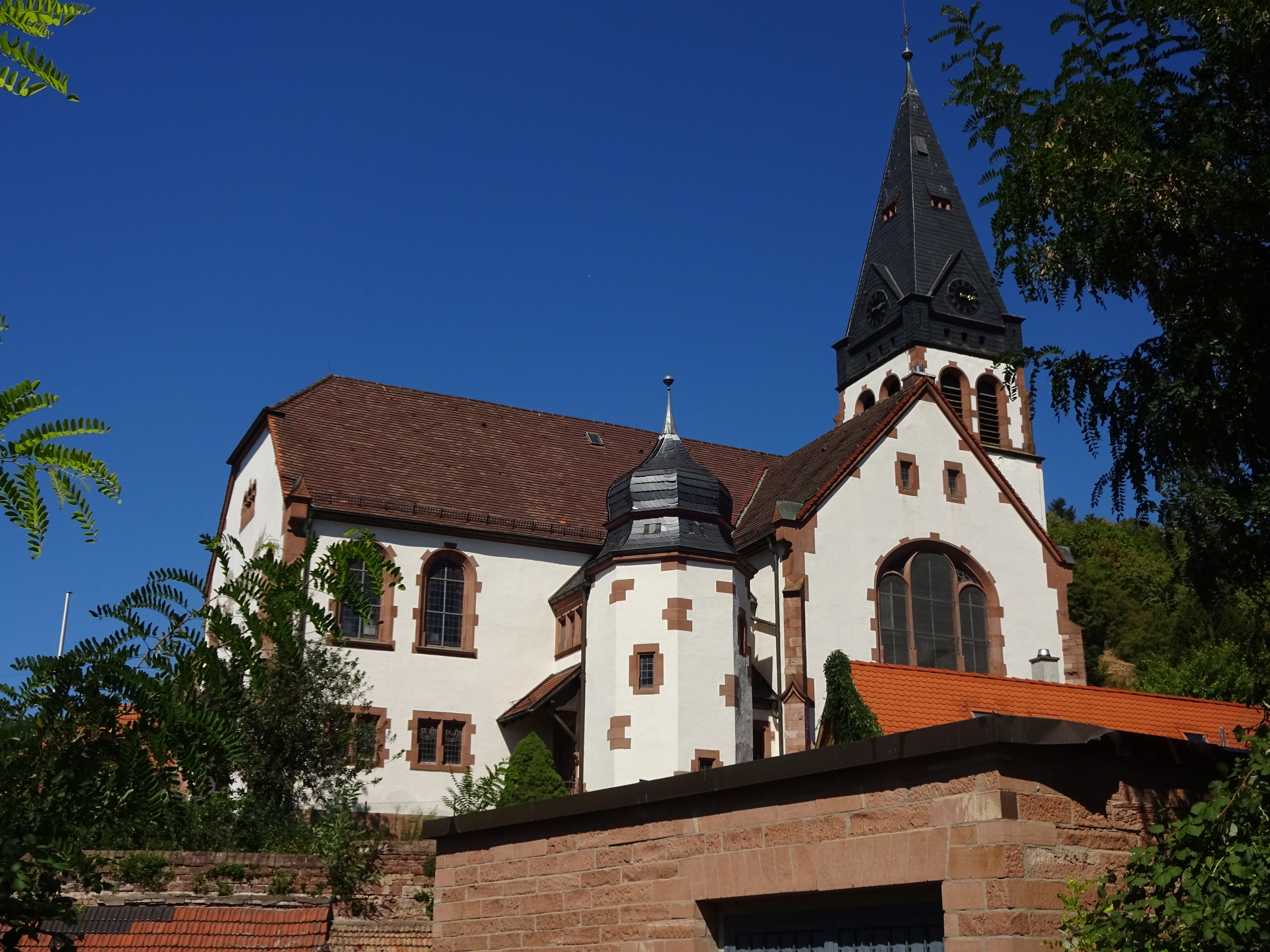
Melanchthonkirche (Rohrbach)

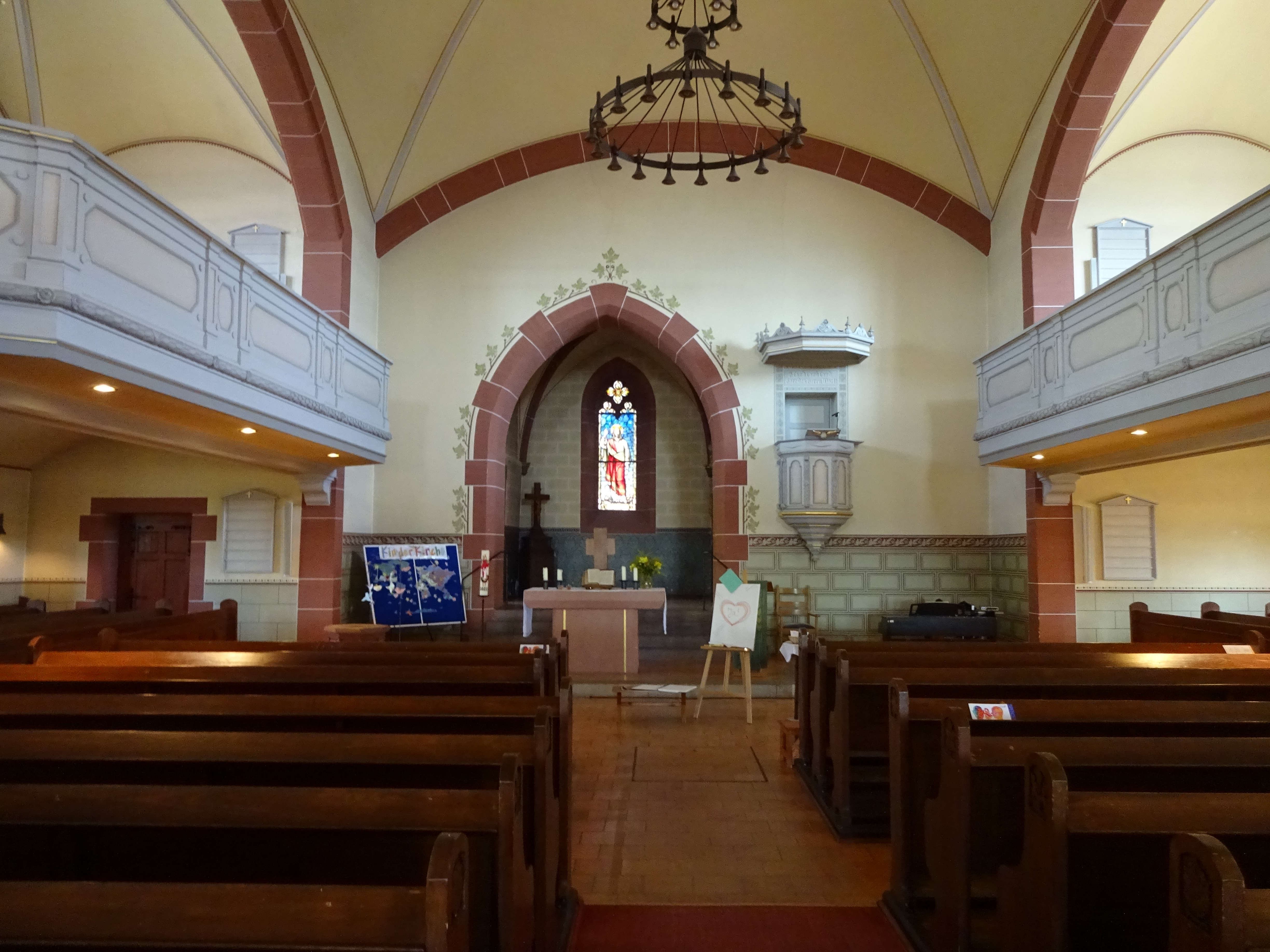
Innenansicht

Die Melanchthonkirche steht in Rohrbach, einem Ortsteil von Heidelberg im Rhein-Neckar-Kreis in Baden-Württemberg. Das Bauwerk ist beim Landesamt für Denkmalpflege Baden-Württemberg als Baudenkmal eingetragen. Die Kirchengemeinde gehört zum Kirchenbezirk Heidelberg der Evangelischen Landeskirche in Baden.

## Beschreibung
Der älteste Teil des Chorturms stammt aus dem 13. Jahrhundert. An ihn wurde 1742 nach Westen die Kreuzkirche angebaut. Sie wurde 1907/08 nach einem Entwurf von Hermann Behaghel umgebaut, was fast einem Neubau gleichkam. Dabei wurde der Chorturm mit einem Geschoss für den Glockenstuhl mit vier Kirchenglocken aufgestockt und mit einem Pyramidendach bedeckt, in dessen Dachgauben die Zifferblätter der Turmuhr untergebracht sind. In den westlichen Ecken von Langhaus und Querschiff befinden sich Treppentürme zur Erschließung der Emporen.
Der Innenraum ist mit einem Kreuzrippengewölbe überspannt. Die heutige Orgel, die auf den Orgelbauer Wiegleb zurückgeht, wurde 1908 auf die Empore versetzt und durch Johannes Steinmeyer und 1961 durch E. F. Walcker & Cie. erweitert.